# Јован Радовановић
Јован „Јова” Радовановић (Београд, 30. новембар 1940) српски је музичар, комичар и глумац.

## Каријера
Радовановић је каријеру започео у бенду који је основао под називом „Домино“ и са њима је свирао у амфитеатру Технолошког факултета који је имао клавир, а сав зарађени новац су давали за изнајмљивање тог клавира. Чланови „Домина“ су се убрзо разишли, јер је већина момака отишла у војску, па је прешао у бенд „Весели Бенџа“ у коме је свирао мање од годину дана, а затим прешао у бенд „Седморица младих“.
Радовановић са бендом Седморица младих улази у Гинисову књигу рекорда као ансамбл са најдужим стажом од 33 године. Заједно са осталим члановима бенда Седморица младих, осамдесетих година учествовао је у емисији Циркус седам младих.
Деведесетих година, се распао бенд и Радовановић почиње соло каријеру као забављач. Од 2002. до 2004. године води свој шоу програм под називом Повуци ручну од 72 епизоде, који се емитовао на ТВ Пинк.
Као познато лице појављивао се у више филмова, ТВ серија и емисија често глумећи самог себе.
Нишвил џез фестивал доделио му је награду за животно дело.
Ожењен је супругом Ковиљком има троје деце, сина и две ћерке близнакиње.

## Филмографија
| Год.       | Назив                            | Улога                          |
| ---------- | -------------------------------- | ------------------------------ |
| 1960-те    |                                  |                                |
| 1962.      | Шеки снима, пази се              |                                |
| 1963.      | Банкет у Шаренграду              |                                |
| 1963.      | Звуци уз обалу                   |                                |
| 1964.      | Шест свечаних позивница          |                                |
| 1970-те    |                                  |                                |
| 1970.      | Седморица младих                 |                                |
| 1972.      | Како (ТВ серија)                 |                                |
| 1972.      | Образ уз образ                   | Јова                           |
| 1973.      | Шта се може кад се двоје сложе   | свирач                         |
| 1975.      | Синови                           | Гост                           |
| 1976—1977. | Част ми је позвати вас           | Јова                           |
| 1978.      | Најлепше године                  |                                |
| 1980-те    |                                  |                                |
| 1980.      | Полетарац                        | Јова                           |
| 1978—1980. | Седам плус седам                 | Јова                           |
| 1982.      | Саблазан                         | Циганин свирач                 |
| 1985.      | Формула 1 (ТВ серија)            | Јова                           |
| 1990-те    |                                  |                                |
| 1990.      | Хајде да се волимо 3             | Јова                           |
| 1991.      | Секула се опет жени              | матичар                        |
| 1992.      | Тесна кожа: Новогодишњи специјал | Нићифор Којић „Нићко“          |
| 1994.      | Новогодишња прича                | Јова                           |
| 2000-те    |                                  |                                |
| 2002—2004. | Повуци ручну                     | Јова                           |
| 2020-те    |                                  |                                |
| 2020.      | Камионџије д. о. о.              | Јова члан групе “Заувек млади” |
| 2023.      | Радио Милева                     | Макарије                       |

## Фестивали
- 1969. Сплит - Монфрина (са Седморицом младих)
- 1969. Сплит - Наш дом (са Седморицом младих)